# Metropolia Camagüey
Metropolia Camagüey – metropolia rzymskokatolicka na Kubie.

## Diecezje wchodzące w skład metropolii
- Archidiecezja Camagüey
- Diecezja Ciego de Avila
- Diecezja Cienfuegos
- Diecezja Santa Clara

## Biskupi
- Metropolita: abp Wilfredo Pino Estévez (od 2016) (Camagüey)
- Sufragan: bp Mario Eusebio Mestril Vega (od 1996) (Ciego de Avila)
- Sufragan: bp Domingo Oropesa Lorente (od 2007) (Cienfuegos)
- Sufragan: bp Marcelo Arturo González Amador (od 1999) (Santa Clara)

## Główne świątynie
- Katedra św. Eugeniusza w Ciego de Avila
- Katedra Niepokalanego Poczęcia Najświętszej Marii Panny w Cienfuegos
- Katedra św. Klary z Asyżu w Santa Clara